# Prichsenstadt
Prichsenstadt település Németországban, azon belül Bajorországban. Lakosainak száma 3229 fő (2023. december 31.).

## Népesség
A település népessége az elmúlt években az alábbi módon változott:
| Lakosok száma | 779  | 928  | 2955 | 2786 | 3129 | 3127 | 3088 | 3067 | 3115 | 3229 |
|               | 1875 | 1950 | 1975 | 1987 | 2012 | 2014 | 2016 | 2017 | 2021 | 2023 |